# Joseph Kyeong Kap-ryong
Joseph Kyeong Kap-ryong (ur. 11 marca 1930 w Yongdungp'o, zm. 16 grudnia 2020 w Daejeon) – koreański duchowny rzymskokatolicki, w latach 1984–2005 biskup Taejon.

## Życiorys
Święcenia kapłańskie przyjął 21 grudnia 1965. 3 lutego 1977 został prekonizowany biskupem pomocniczym Seulu ze stolicą tytularną Buffada. Sakrę biskupią otrzymał 25 marca 1977. 2 lipca 1984 został mianowany biskupem Taejon. 1 kwietnia 2005 przeszedł na emeryturę.